# 邵贴
邵贴。字子与，又字初庵，号兰雪。浙江余姚人，后迁居到江苏吴县（今苏州地区），清朝画家、书法家。

## 介绍
邵贴是太学生。他仰慕古人学问之勤，“刻苦为文”。工书，师虞世南、诸遂良之法。善长画山水画，有晚期浙派（倪瓒）的意境。
因为母亲病老，经常卖字画资助母亲，有孝名。曾写有四可斋燕游诗。